# خميس الساحل
خميس الساحل هي قرية مغربية شمال المملكة المغربية. تنتمي خميس الساحل لإقليم العرائش الساحلي. تضم هذه القرية 4.826 نسمة (إحصاء 2004).

## دواوير الجماعة القروية
- دوار بوصافي
- دوار قريمدة
- دوار مزگالف